# 类艾滋病
类艾滋病指的是一种免疫力低下，但是无法检测出HIV病毒的综合疾病。因为与艾滋病人一样免疫力低下（血液CD4细胞含量少）而暂时被媒体称为“类艾滋病”。与艾滋病人的不同的是，在现有技术下，类艾滋病人无法在血液中检测到艾滋病毒。

## 多发人群
先发现的人群当中，以亚洲黄种人居多。

## 致病原因及治疗
尚未发现是何原因导致病人免疫力低下。目前无针对性的治疗方法

## 学术研究
2012年8月23日，英国医学学术期刊《新英格兰医学杂志》发表作者为Sarah K. Browne, M.D., Peter D. Burbelo, Ph.D.等人的学术报告，名为《Adult-Onset Immunodeficiency in Thailand and Taiwan》确认在台湾和泰国等地发现成年人原因不明的免疫功能下降。

## 与“恐艾”的区别
在中国大陆，不少年轻人由于对艾滋病不了解，听信网上或者朋友之间的只言片语而高度怀疑自己感染艾滋病毒，并引发心理障碍，从而严重影响正常生活，恐艾人群多是心理疾病，这部分人群，被媒体称为“恐艾”人群。与类艾滋病不同，恐艾人群的免疫系统是健康的，而类艾滋病人的免疫系统确实发现受损。